# Valentin Ursache
Valentin Niculai Ursache (nacido en Târgu Neamt el 12 de agosto de 1985) es un jugador de rugby rumano que juega como segunda línea.
Jugó para equipos rumanos antes de pasar a jugar a Francia. 
Es internacional por Rumanía, desde su debut el 26 de junio de 2004, en la histórica victoria 25-24 sobre Italia, en Bucarest, en un partido amistoso. Jugó dos veces en la Copa Mundial de Rugby de 2007, como suplente. Fue llamado de nuevo para la Copa Mundial de 2011, jugando tres partidos.
Seleccionado por su país para la Copa Mundial de Rugby de 2015, en el partido contra la Francia, que terminó con victoria francesa 38-11, Ursache consiguió el único ensayo de su equipo.